# Saison 2023-2024 du Racing Club de Strasbourg Alsace
Dernière mise à jour : 10 août 2023.
Chronologie
Saison précédente Saison suivante
La saison 2023-2024 du Racing Club de Strasbourg Alsace est la soixante-treizième saison du club alsacien en championnat de France de Ligue 1, plus haut niveau hiérarchique du football français, depuis sa création en 1932. Elle marque la septième saison consécutive en première division depuis la relégation de la saison 2007-2008 et la rétrogradation en cinquième division en 2011 à la suite de la liquidation judiciaire du club en 2011.
L'équipe est dirigée par Patrick Vieira, en poste depuis 2 juillet 2023.

## Avant-saison

### Genèse de la saison
La saison précédente s'est soldée par une quinzième place.

## Compétition

### Classement
| Rang | Équipe               | Pts | J  | G  | N  | P  | Bp | Bc | Diff |
| ---- | -------------------- | --- | -- | -- | -- | -- | -- | -- | ---- |
| 11   | Toulouse FC          | 43  | 34 | 11 | 10 | 13 | 42 | 46 | −4   |
| 12   | Montpellier HSC      | 41  | 34 | 10 | 12 | 12 | 43 | 48 | −5   |
| 13   | RC Strasbourg Alsace | 39  | 34 | 10 | 9  | 15 | 38 | 50 | −12  |
| 14   | FC Nantes            | 33  | 34 | 9  | 6  | 19 | 30 | 55 | −25  |
| 15   | Le Havre AC P        | 32  | 34 | 7  | 11 | 16 | 34 | 45 | −11  |

1. ↑  Retrait de 1 points.

## Effectif professionnel actuel
Le tableau suivant présente l'effectif professionnel du club pour la saison 2023-2024.